# Meridià 103 a l'est
El meridià 103 a l'est de Greenwich és una línia de longitud que s'estén des del pol Nord travessant l'oceà Àrtic, Àsia, l'oceà Índic, l'oceà Antàrtic i l'Antàrtida fins al pol Sud.
El meridià 103 a l'est forma un cercle màxim amb el meridià 77 a l'oest. Com tots els altres meridians, la seva longitud correspon a una semicircumferència terrestre, uns 20.003,932 km. Al nivell de l'Equador, és a una distància del meridià de Greenwich de 11.466 km.

## De Pol a Pol
Començant en el pol Nord i dirigint-se cap al pol Sud, aquest meridià travessa:
| Coordenades                               | País, territori o mar        | Notes |
| ----------------------------------------- | ---------------------------- | --- |
| 90° 0′ N, 103° 0′ E / 90.000°N,103.000°E  | Oceà Àrtic                   | |
| 80° 18′ N, 103° 0′ E / 80.300°N,103.000°E | Mar de Làptev                | |
| 79° 19′ N, 103° 0′ E / 79.317°N,103.000°E | Rússia                       | Krai de Krasnoiarsk — Illa Bolxevic, Terra del Nord |
| 78° 11′ N, 103° 0′ E / 78.183°N,103.000°E | Mar de Kara                  | |
| 77° 33′ N, 103° 0′ E / 77.550°N,103.000°E | Rússia                       | Krai de Krasnoiarsk Óblast d'Irkutsk — des de 59° 18′ N, 103° 0′ E / 59.300°N,103.000°E Buriàtia — des de 51° 54′ N, 103° 0′ E / 51.900°N,103.000°E |
| 50° 18′ N, 103° 0′ E / 50.300°N,103.000°E | Mongòlia                     | |
| 42° 1′ N, 103° 0′ E / 42.017°N,103.000°E  | República Popular de la Xina | Mongòlia Interior Gansu — des de 39° 6′ N, 103° 0′ E / 39.100°N,103.000°E Qinghai — per uns 7 km des de 36° 16′ N, 103° 0′ E / 36.267°N,103.000°E Gansu — des de 36° 12′ N, 103° 0′ E / 36.200°N,103.000°E Sichuan — des de 34° 14′ N, 103° 0′ E / 34.233°N,103.000°E Yunnan — des de 27° 22′ N, 103° 0′ E / 27.367°N,103.000°E Sichuan — des de 26° 44′ N, 103° 0′ E / 26.733°N,103.000°E Yunnan — des de 26° 29′ N, 103° 0′ E / 26.483°N,103.000°E |
| 22° 28′ N, 103° 0′ E / 22.467°N,103.000°E | Vietnam                      | |
| 21° 4′ N, 103° 0′ E / 21.067°N,103.000°E  | Laos                         | |
| 17° 59′ N, 103° 0′ E / 17.983°N,103.000°E | Tailàndia                    | |
| 14° 13′ N, 103° 0′ E / 14.217°N,103.000°E | Cambodja                     | Continent i illa de Koh Kong |
| 11° 15′ N, 103° 0′ E / 11.250°N,103.000°E | Golf de Tailàndia            | |
| 6° 58′ N, 103° 0′ E / 6.967°N,103.000°E   | Mar de la Xina Meridional    | |
| 5° 48′ N, 103° 0′ E / 5.800°N,103.000°E   | Malàisia                     | Illa Redang |
| 5° 45′ N, 103° 0′ E / 5.750°N,103.000°E   | Golf de Tailàndia            | |
| 5° 30′ N, 103° 0′ E / 5.500°N,103.000°E   | Malàisia                     | Passa a l'est de Batu Pahat, Johor a 1°51'N |
| 1° 45′ N, 103° 0′ E / 1.750°N,103.000°E   | Estret de Malaca             | |
| 1° 4′ N, 103° 0′ E / 1.067°N,103.000°E    | Indonèsia                    | Illes de Rangsang, Tebing Tinggi i Sumatra |
| 4° 31′ S, 103° 0′ E / 4.517°S,103.000°E   | Oceà Índic                   | |
| 60° 0′ S, 103° 0′ E / 60.000°S,103.000°E  | Oceà Antàrtic                | |
| 65° 9′ S, 103° 0′ E / 65.150°S,103.000°E  | Antàrtida                    | Territori Antàrtic Australià, reclamat per Austràlia |